# Marianne Hillerudh
Berta Marianne Hillerud, född 28 mars 1934 i Gustav Vasa församling, Stockholms stad, död 26 januari 1987 i Sankt Matteus församling, Stockholms län, var en svensk körledare, musiklärare och sångpedagog. 

## Familj
Marianne föddes 28 mars 1934 i Stockholm, dotter till en av Stockholms tongivande kördirigenter på sin tid, Martin Lidstam och hans hustru Berta.
Hon växte upp tillsammans med sin syster Gertie. Gertie, gift Hahn, var även hon knuten till Adolf Fredriks musikklasser, först som mellanstadielärare och senare som studierektor.
Marianne gifte sig 1958 med Lars-Olov Hillerudh.

## Karriär
Efter studier 1953-57 vid musikhögskolan i Stockholm avlade Marianne musiklärar- och sångpedagogexamen.
Marianne Hillerudh tillträdde som musiklärare vid Adolf Fredriks musikklasser 1957. 1960 bytte hon tjänst och var en av de första musiklärarna vid det 1959 nyinrättade musikgymnasiet på Adolf Fredriks skola, idag Stockholms Musikgymnasium/Kungsholmens gymnasium. Marianne tjänstgjorde där fram till sin bortgång 1987. 
1966 bildades Stockholms musikstudenter, en kör för tidigare elever vid Adolf Fredriks musikklasser, som Marianne ledde under den ca 10-års period som kören var verksam.
1969 - ca 73 var hon förbundsdirigent för Stockholms körförbund. 
Hennes far Martin Lidstam hade med stor framgång lyft manskörstraditionen genom sitt ledarskap för KFUM-kören. Marianne efterträdde sin far och förde traditionen vidare mellan åren 1977-1981. 
1975 var Marianne med och startade ytterligare en kör, nu för tidigare elever vid musikgymnasiet, Cantuskören. Enligt många kom den att bli hennes största och viktigaste musikaliska insats inom körlivet.
1987 avled Marianne efter en längre tids sjukdom. 

## Marianne Hillerudhs minnesfond
Marianne var endast 52 år när hon gick ur tiden 1987 och många ansåg att ett stort tomrum i musiklivet skulle uppstå. För att på något sätt fylla det och för att hedra minnet av hennes gärning instiftade samma år hennes svägerska och svåger, Ingvor och Kai-Inge Hillerud, en  minnesfond. En stipendiefond vars ändamål skall vara att uppmuntra och stödja musikstuderande ungdomar vid Stockholms Musikgymnasium och Adolf Fredriks musikklasser.